# Metacirolana ponsi
Metacirolana ponsi is een pissebed uit de familie Cirolanidae. De wetenschappelijke naam van de soort is voor het eerst geldig gepubliceerd in 1992 door Jaume & Garcia.